# Сесквігідрати
Се́сквігідра́ти (англ. sesquihydrate) — гідрати з загальною формулою Х·1,5Н2О, де певна речовина (Х) кристалізується з 1,5 молекулами води.
Тобто сесквігідрат - гідрат, у кристалі якого на дві формульні одиниці чи молекули гідратованої сполуки припадає три молекули води.